# Ljubomir Radanović
Ljubomir Radanović, né le 21 juillet 1960 à Cetinje, est un footballeur yougoslave d'origine monténégrine. Il jouait milieu de terrain défensif.

## Biographie
Radanović compte 34 sélections et 3 buts avec l'équipe de Yougoslavie entre 1983 et 1988. Il gagne la médaille de bronze aux Jeux olympiques de 1984 à Los Angeles.
Il est particulièrement connu dans l'ex-Yougoslavie pour avoir marqué le but de la victoire dans le dernier match des éliminatoires de l'Euro 1984, contre la Bulgarie, but qui entraîne la qualification de son pays.

## Carrière
- 1977-1981 :  Lovćen Cetinje
- 1981-1988 :  Partizan Belgrade
- 1988-1990 :  Standard de Liège
- 1990-1991 :  OGC Nice
- 1991-1992 :  Standard de Liège
- 1992-1995 :  AC Bellinzone[2]

## Source
- Marc Barreaud, Dictionnaire des footballeurs étrangers du championnat professionnel français (1932-1997), L'Harmattan, 1997.